# Harry Carey, Jr.
Henry Carey, Jr. (16. května 1921 Saugus, Kalifornie – 27. prosince 2012 Santa Barbara, Kalifornie) byl americký herec. Jeho otec Harry Carey a matka Olive Carey byli také herci.
Hrál ve více než devadesáti filmech a řadě televizních seriálů. objevil se v řadě westernů, mezi které patří například Měla žlutou stužku (1949), Dva jeli spolu (1961), Podzim Čejenů (1964) nebo Podivné dědictví (1972).
Zemřel z přirozených příčin ve věku 91 let.